# Skwiercz (ród)
Skwiercz – pomorski ród ziemiański. Znani są przede wszystkim jako jedni z głównych właścicieli ziemskich na terenie dzisiejszego miasta Gdynia.

## Zarys historii rodu
Skwierczowie od wieków zamieszkiwali tereny na północ od Gdańska. Jednym z kluczowych terenów w ich posiadaniu okazał się pas pól wzdłuż wybrzeża Zatoki Gdańskiej na obszarze dzisiejszego śródmieścia Gdyni. Gdy wraz z budową nieodległego portu wieś przekształciła się nagle w jedno z czołowych miast Polski, Skwierczowie znaleźli się w posiadaniu wartościowego majątku. Razem z trzema pozostałymi rodami Czterech Klanów Gdyńskich (Górskich, Tutkowskich i Grubbów) stali się pionierami budowy nowego miasta. Nadal w ich posiadaniu jest wiele kamienic, m.in. przy Skwerze Kościuszki i ulicy Starowiejskiej.